# Meir Cohen (politicus)
Meir Cohen (Hebreeuws: מאיר כהן) (Essaouira, 15 november 1955) is een Israëlische politicus van Yesh Atid. 
Cohen werd geboren in Marokko en verhuisde op zevenjarige leeftijd met zijn familie naar Israël, alwaar zij zich na enige tijd in Dimona vestigden (de in het noorden van de Negev gelegen stad ontstond mede door hun toedoen). Hij studeerde geschiedenis aan de Ben-Gurion Universiteit van de Negev en was een tijdlang als hoofdonderwijzer in Dimona werkzaam.
Hij sloot zich aan bij Jisrael Beeténoe en werd in 2003 burgemeester van Dimona, hetwelk hij bleef tot 2013. Tijdens zijn burgemeesterschap maakte de stad een aanzienlijke ontwikkeling door. Tezelfdertijd was hij directielid van het Jewish Agency for Israel. 
Na door deze te zijn overgehaald, stapte hij in het najaar van 2012 over naar Yesh Atid. Namens deze partij kwam hij na de verkiezingen van 2013 in de Knesset (hij stond vierde op de kandidatenlijst) en werd bovendien minister van Welzijn en Sociale Dienstverlening in het kabinet-Netanyahu III. Eind 2014 gaf hij zijn ministerschap op nadat politiek leider Yair Lapid uit het kabinet was ontslagen.